# Майнхард II фон Ортенбург
Майнхард II фон Ортенбург (на немски: Meinhard II. Graf von Ortenburg-Kärnten; † сл. 20 февруари 1337 или 17 февруари 1338) е граф на Ортенберг-Каринтия.

## Произход
Той е вторият син на граф Майнхард I фон Ортенбург-Каринтия († 1328/1334/1335) и съпругата му графиня Елизабет фон Пегау-Щернберг, единствена дъщеря на граф Валтер III фон Щернберг († 1320/1335) и Катарина фон Розенберг († сл. 1309). Брат е на граф Херман III фон Ортенбург († 24 януари/17 февруари 1338) и граф Хайнрих IV фон Ортенбург († сл. 1335). Внук е на граф Фридрих II фон Ортенбург-Каринтия († 1293/1304) и Аделхайд фон Тирол-Горица/Гьорц († 1291). Правнук е на граф Херман I фон Ортенбург († 1265) и графиня Елизабет фон Хойнбург († сл. 1239).

## Фамилия
Майнхард II фон Ортенбург се жени за Берлингуерия дела Торе, дъщеря на Зумфридино де ла Туре. Те имат 11 деца:
- Аделхайд фон Ортенберг († ок. 17 август 1391), омъжена I. пр. 31 януари 1348 г. за граф Албрехт фон Йотинген († 11 февруари 1357), II. 1360/1361 г. за граф Улрих I фон Цили († 1368), син на граф Фридрих I фон Цили († 1359/1360)
- син († сл. 1336)
- Хайнрих V фон Ортенбург († сл. 1347), женен за Катарина Бабоник
- Ото IV фон Ортенбург († 1374/1376), женен за Анна фон Цили († сл. 1254), сестра на втория съпруг на сестра му Аделхайд; имат един син Фридрих III († 1304)
- Фридрих II фон Ортенбург († сл. 1355), женен за графиня Маргарета фон Пфанберг († сл. 1377)
- Рудолф? фон Ортенбург († сл. 1362), женен за Маргарета фон Горица/Гьорц († сл. 31 август 1374)
- Албрехт/Алберт V фон Ортенбург († 9 септември 1390, Триент/Тренто), княжески епископ на Триент/Тренто (1363 – 1390)
- Анна фон Ортенбург († сл. 28 юни 1357), омъжена за граф Дионисиус Бабоник фон Круп († сл. 1370)
- Агнес фон Ортенбург († сл. 1377/сл. 29 октомври 1386), омъжена I. пр. 5 април 1340 г. за Йохан (Янс) фон Куенринг (1302 – 1348); II. пр. 21 декември 1355 г. за Еберхард VI фон Валзе, бургграф фон Вайтра († 1356)
- Елизабет фон Ортенбург, омъжена за Хартнид IV фон Петау († 1382)
- Катарина фон Ортенбург († сл. 1382)